# Broadcast Flag
Ein Broadcast Flag, auch Broadcast-Flag geschrieben, [ˈbɹɔːdkɑːstˌflæg] („Ausstrahlungskennzeichnung“) ist eine Form der digitalen Rechteverwaltung (engl. Digital Rights Management, abgekürzt DRM) für den Einsatz bei Fernsehübertragungen.
Auf Verlangen der Rechteinhaber senden die Inhalteanbieter dieses digitale Signal im Datenstrom des Fernsehprogramms mit, wodurch kompatible Geräte entsprechend gesteuert werden. Unter anderem soll so das zeitversetzte und/oder wiederholte Abspielen sowie die Kopie und Weiterverbreitung einzelner Sendungen eingeschränkt oder ganz unterbunden werden, z. B. durch Beschränkung der Anzahl von Kopien oder Einschränkung der Abspielbarkeit auf nur bestimmter, genehmigter Hardware.
Anders als spezifische Implementationen zur digitalen Rechtekontrolle bezeichnet der Terminus Broadcast Flag nur die Fähigkeit, dass von der Senderseite aus in einer bestimmten Form Einfluss auf die Empfängerseite genommen werden kann, ob und inwieweit aufnahmefähige (das heißt unverschlüsselte und/oder analoge) Bildsignale aus dem Empfangsgerät geliefert werden.

## Implementation
Die Implementation eines Broadcast-Flags setzt immer zwei Stufen voraus:
Die erste besteht darin, dass ein bestimmtes Zeichen (ein Flag) vom Sender an den Empfänger übermittelt werden muss, das bei diesem den Schutz und/oder das Schutzniveau an den Ausgängen einstellt.
Die zweite Stufe besteht darin, dass je nach dem eingestellten Schutzniveau die Signalausgänge des Empfängers entsprechend geschaltet oder darüber ein Signal wie etwa ein Macrovision-Störimpuls übergeben wird.
Im Moment mangelt es vor allem an einheitlichen Standards, wie das Flag übertragen wird bzw. worin es besteht, ebenso wie es bereits mehrere zueinander inkompatible Ansätze für ein Rechtemanagement auf der Ausgangsseite gibt:
1. Beim weit verbreiteten (digitalen) Sendestandard DVB ist keine generelle Definition eines Broadcast-Flags enthalten. Lediglich die Audiodaten enthalten Flags zum Copyright, die noch aus der Zeit des für das Digital Audio Tape eingeführten SCMS-„Copy-Prohibited-Bit“ stammen. Der DVB-Standard ist ganz offen, es lassen sich also auch nicht nachträglich noch Bedingungen an den Empfang der mit DVB verbreiteten Signale knüpfen. Einzig der als DVB-S2 bezeichnete Standard für eine Satellitenübertragung mit höherer Bandbreite wurde überhaupt erst nach den ersten Ideen eines Broadcast-Flags Ende der 1990er Jahre geschaffen, sieht aber auch noch eine unverschlüsselte Übertragung zwischen Sender und Empfänger vor.
2. Erst ein derzeit von Industriegremien vorbereiteter Entwurf für eine digitale Übertragung nach DVB wird vermutlich einen „geschlossenen“ (und vermutlich auch generell verschlüsselten) Gerätestandard mit sich bringen, bei dem eine Zulassung der Geräte erforderlich ist, um überhaupt damit gesendete Signale empfangen zu können.

Drei verschiedene Standards konkurrieren um die Weitergabe von Rechtekontroll-Information auf der Ausgangsseite:
1. Die älteste „sichere“ Signalübertragung ist HDCP. Sie enthält aber keinerlei Informationen über das Schutzniveau, hier kann der Schutz nur durch das Anschalten der Verschlüsselung (voller Schutz, Signal darf nicht aufgezeichnet werden, Signal ist inkompatibel für nicht mit dem „Schutzsystem“ ausgestattete Geräte) oder durch das Abschalten der Verschlüsselung (kein Schutz, kein Zählen der Kopiengeneration) gesetzt werden.
2. Vom früher als „ungeschützt“ betrachteten analogen Signalausgang gibt es eine Variante mit dem Kopierschutzstandard CGMS-A, die in der Lage ist, Kopiengenerationen mitzuzählen und somit z. B. eine einmalige Aufzeichnung zu erlauben, von der aber dann keine Kopien mehr angefertigt werden dürfen. Aber auch per CGMS-A „geschützte“ analoge Signalausgänge gelten für HDCP als „schutzlos“, da es eine beträchtliche Zahl an alten Aufzeichnungsgeräten gibt, die kein CGMS-A unterstützen und damit dieser Schutz auf solchen Geräten wirkungslos ist. CGMS-A ist eine Weiterentwicklung von Macrovision (das nur bei SDTV funktioniert und dort auch nur die Zustände kein Schutz (Störsignal fehlt) oder voller Schutz (Bild wird mit Störsignal ausgegeben) kennt).
3. Mit AACS gibt es eine weitere Art „geschützten“ Signalausgang, der aber nur auf der Ebene des digitalen Datenstroms funktioniert, also nur bei den komprimierten Bild- und Tondaten. AACS ist ein vollständiges digitales Rechtekontroll-System, das z. B. auch die Vorgänge beim Abspeichern des Signals auf einen austauschbaren Datenträger beschreibt.

Aufgrund dieser Variabilitäten lässt sich derzeit ein Mechanismus, wie er für das Broadcast-Flag nötig ist, nur über senderspezifische Einschränkungen der Empfangsgeräte realisieren, so wie das beim Sender Premiere über die Anforderung nach einem Premiere HD geeignet(en) Empfänger ausgedrückt wird.

## Gesetzliche Regelungen
Es gibt Bestrebungen (z. B. seitens der US-Regulierungsbehörde FCC), Hersteller von (HDTV-)Empfangstechnik zur Implementierung dieser Technik zu zwingen, also nur noch (zumindest für bestimmte Märkte) zu dem Kopierschutzsignal kompatible Geräte herzustellen, die dann die Anweisungen richtig auswerten und die Nutzung entsprechend beschränken. Einige Hersteller tun sich dabei durch vorauseilenden Gehorsam hervor oder schieben „Hollywood“ als Grund für fehlende oder beschränkte Produktfunktionen vor. In den USA wurde eine entsprechende Anweisung kurz vor ihrem Inkrafttreten im August 2005 gerichtlich gestoppt. 
In der geplanten WIPO Broadcasting Treaty sollen auch gesetzgeberisch Regelungen zum Schutz von senderspezifischen Einschränkungen auf der Empfängerseite gefordert werden.
Zwar fällt das Broadcast-Flag mehr oder weniger unter die Schutzklauseln für Kopierschutzsysteme der internationalen WIPO-Vereinbarungen, aber da z. B. der Senderdatenstrom spätestens nach dem Entschlüsseln durch die Smartcard (beim Bezahlfernsehen) unverschlüsselt vorliegt, ist hier der gesetzliche Schutz nicht so umfassend, wie das bei geschlossenen Rechtekontrollsystemen der Fall wäre.
Viele Bezahlfernsehanbieter, inklusive Kabelnetzbetreibern, unterstützen (offiziell) nur Geräte, die die von ihnen gesetzten Anforderungen erfüllen; dazu gehört zukünftig verstärkt auch die Auswertung eines Broadcast-Flags. Im Gegenzug werden damit allerdings auch einige Geräteklassen unterstützt, die bisher aus Angst vor Weiterverbreitung in den AGB „verboten“ waren, z. B. Festplattenrekorder. Die Verwendung eines nicht zugelassenen Empfangsgeräts verstößt aber möglicherweise gegen Klauseln in den Verträgen des Anbieters.